# 多利諾-卡米揚卡
48°40′17″N 32°18′8″E / 48.67139°N 32.30222°E
多利諾-卡米揚卡（烏克蘭語：Доніно-Кам'янка），是烏克蘭中部的村莊，隸屬基洛夫格勒州的克羅皮夫尼茨基區。該村始建於1775年，面積1.68平方公里，海拔高度144米，2001年人口145，人口密度每平方公里86.4人。